# Зарядний картуз

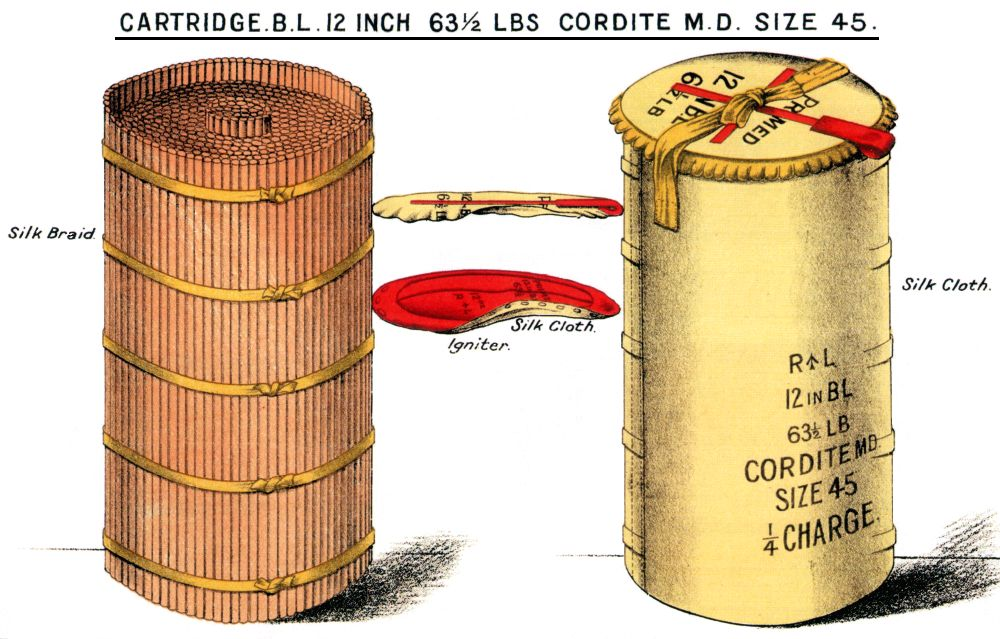
Картуз 12" морської гармати Mark IX

Зарядний карту́з — оболонка; зроблена з сирцевого шовку, щільної бавовняної, ацетатної або іншої тканини мішок, зазвичай циліндричної форми, в якому розміщується метальний заряд артилерійських та мінометних пострілів.
Сам термін «картуз» запозичено через російську з німецької мови, походячи з сер.-н.-нім. kartûse, kardûse («клуночок», «гаман») < фр. cartouche («набій») < італ. cartoccio («обгортка, мішечок», звідси також «картеч»). Припускається також нідерландське походження слова (kardoes).
Застосування зарядного картуза дозволило комплектувати заздалегідь артилерійський постріл і підвищити скорострільність артилерії.
Боєприпас, у якому використовують зарядний картуз, називається «роздільно-картузним артилерійським пострілом», процес заряджання ним гармати — також «роздільно-картузним», а сама гармата — картузною.
Зарядний картуз використовують з XVII століття.
У Російській імперії зарядний картуз був введений за Петра I і спочатку зшивався з бавовняної, полотняної чи вовняної тканини. До початку XX століття його виготовляли виключно з шовкової тканини — яка не пошкоджувалася міллю, не витягувалася в зарядах великої ваги і не давала тліючих залишків, що створювали загрозу передчасного пострілу при подальшому заряжанні.
Матерчасті картузи з порохом використовувалися в мінометах, зокрема, радянському 120-мм полковому мінометі. Вони закріплювалися на хвостовик міни для посилення заряду і, відповідно, підвищення дальності стрільби.